# Брунеомицин
Брунеомицин (Bruneomycinum) — противоопухолевый антибиотик, выделенный из культур актиномицетов Actinomyces albus var. bruneomycini и Actinomyces echinatus.
Идентичен американскому антибиотику стрептонигрину. К этой же группе антибиотиков относятся руфохромомицин и валацидин. Продукты всех вышеназванных антибиотиков отличаются по культуральным физиологическим свойствам. 
Брунеомицин — коричневый кристаллический порошок, нерастворимый в воде; избирательно подавляет синтез ДНК и вызывает распад уже синтезированной ДНК в клетках бактерий; обладает высокой противоопухолевой активностью в эксперименте; подавляет рост различных опухолевых штаммов на 50—90%. Антибиотик характеризуется высокой лимфотропностью, благодаря чему наиболее эффективен при лимфоидных опухолях. 
В токсических дозах препарат угнетает кроветворение у животных, может вызвать полную аплазию костного мозга. Иммунодепрессивное действие Брунеомицина не выражено.:
Историю появления антибиотика брунеомицин привела Ольховатова О. Л. в
:

Брунеомицин был получен в Институте по изысканию новых антибиотиков АМН СССР в 1963 году. Антибиотик обладал ярко выраженным антибластомным действием при лечении экспериментальных опухолей животных. Необходимость изучения оптимальных условий биосинтеза брунеомицина была продиктована практическими задачами разработки крупнолабораторного регламента получения антибиотика и необходимостью накопления брунеомицина для проведения широких клинических испытаний. В результате клинических испытаний была установлена высокая противоопухолевая активность антибиотика при лимфогранулематозе, ретикулосаркомах, хроническом лимфолейкозе и аденосаркоме почек. Решением фармакологического Комитета от 26 апреля 1968 года брунеомицин разрешен для широкого медицинского применения.